# Felo Feoto

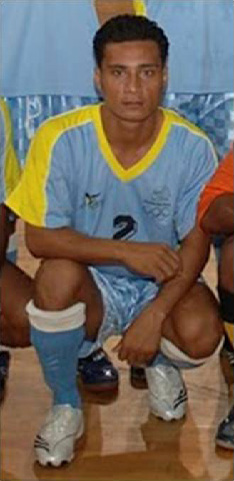
Felo Feoto

Felo Feoto (* 20. Februar 1982 in Nukufetau) ist ein Badminton-, Fußball- und Tennisspieler aus Tuvalu. 

## Karriere
Felo Feoto nahm 2008 im Futsal an der Ozeanienmeisterschaft teil. 2012 war er der Torschützenkönig in Tuvalus oberster Fußball-Spielklasse. Im Badminton startete er 2011 bei den Pazifikspielen. 2023 nahm er bei den Pazifikspielen im Tennis teil.